# Entalpia
Az entalpia  az állandó nyomáson lejátszódó folyamatok jellemzésére bevezetett – energia dimenziójú – termodinamikai állapotfüggvény (jele H, mértékegysége J), melynek értéke a rendszer belső energiája plusz a rendszer nyomásának és térfogatának szorzata. A tapasztalat szerint egy rendszer energiatartalma hőtranszferrel, valamint munkavégzéssel növelhető vagy csökkenthető (a termodinamika I. főtétele). Mind a fizikai változások, mind pedig a kémiai reakciók során lehetséges a térfogati munka. Az elemi térfogati munka állandó p nyomás esetén: 
{\displaystyle \ \mathrm {\delta } W=-p\mathrm {d} V}
Ez a térfogati munka jelentős nagyságú, ha egy reakcióban gáz képződik, vagy ha például gáz halmazállapotú rendszerrel közlünk hőt, és elhanyagolhatóan kicsi például a szilárd testek melegítése közben fellépő hőtáguláskor.

## Definíció
A termodinamikai rendszer entalpiáját az alábbi képlettel lehet definiálni:
{\displaystyle H=U+\ pV},
ahol
{\displaystyle H} az entalpia,
{\displaystyle U} a rendszer belső energiája,
{\displaystyle p} a nyomás,
{\displaystyle V} a rendszer térfogata.
Végtelen kis változásokra vonatkozóan:
{\displaystyle \mathrm {d} H=\mathrm {d} U+\mathrm {d} (pV)=\mathrm {d} U+\ p\mathrm {d} V+V\mathrm {d} p}
Ha a folyamat állandó nyomáson megy végbe, akkor:
{\displaystyle \mathrm {d} H=\mathrm {d} U+\ p\mathrm {d} V}

## Az entalpia teljes differenciálja
Mivel az entalpia állapotfüggvény, változói pedig az entrópia, a nyomás és az anyagmennyiség, ezért H(S,p,n) és
{\displaystyle \qquad \mathrm {d} H=\left({\frac {\partial H}{\partial S}}\right)_{p,{\textbf {n}}}\mathrm {d} S+\left({\frac {\partial H}{\partial p}}\right)_{S,{\textbf {n}}}\mathrm {d} p+\sum _{i=1}^{K}\left({\frac {\partial H}{\partial n_{i}}}\right)_{S,p,n_{j\neq i}}\mathrm {d} n_{i}}, ahol n=n1 + n2 ... nK
A teljes differenciálból azonosítható a hőmérsékletnek, a térfogatnak és a kémiai potenciálnak megfelelő parciális derivált, így az egyenlet az alábbiak szerint egyszerűsödik:
{\displaystyle \qquad \mathrm {d} H=T\mathrm {d} S+V\mathrm {d} p+\sum _{i=1}^{K}\mu \mathrm {d} n_{i}}

## Az entalpia hőmérsékletfüggése
Ha egy rendszerrel olyan feltételek között közlünk hőt, hogy a nyomás közben állandó maradjon, akkor ennek a hőnek egy része a rendszer belső energiájának növelésére, a másik része térfogati munka végzésére fordítódik, azaz a rendszer entalpiáját növeli. Gyakorlatban ezt úgy érzékeljük, hogy a rendszer hőmérséklete megnő (ha nincs közben valamilyen izoterm fázisátalakulás). Annak a mértéke, hogy mekkora lesz a hőmérsékletnövekedés, a rendszer hőkapacitásától függ. 

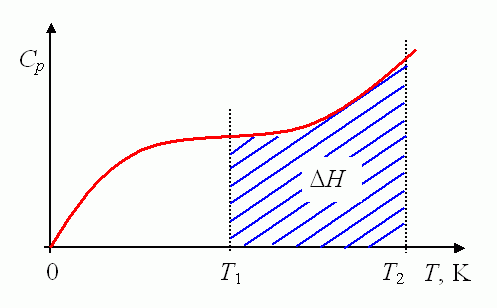
A hőkapacitás hőmérsékletfüggése

Az állandó nyomáson mért hőkapacitás definíció összefüggéséből kiindulva, 
{\displaystyle C_{p}=\left({\frac {\partial H}{\partial T}}\right)_{p,n},}
melynek moláris formája
{\displaystyle c_{p}=\left({\frac {\partial h}{\partial T}}\right)_{p},}
ha
{\displaystyle h={\frac {H}{n}},}
azaz a kis h moláris entalpiát jelöl.
A rendszer T hőmérsékletre vonatkozó entalpiája a változók szétválasztása után hőmérséklet szerinti integrálással számítható ki. 
{\displaystyle H(T_{2})=H(T_{1})+\int _{T_{1}}^{T_{2}}C_{p}\mathrm {d} T}.
Mint a mellékelt ábra mutatja, T2 és T1 hőmérsékleten a rendszer entalpiájának a különbsége a Cp függvény adott szakasza alatti terület nagyságával arányos.

## Standard állapot
Ha T1-nek a 0 K hőmérsékletet választjuk, akkor a Ho – az integrálási állandó – az ún. nullpont-entalpiát jelenti (ami a kvantumelmélet szerint a tapasztalattal megegyezően nem nulla, de nem ismeretes): 
{\displaystyle H(T_{2})=H(T_{\mathrm {o} })+\int _{T_{\mathrm {o} }}^{T_{2}}C_{p}\mathrm {d} T}.
A gyakorlati számítások céljára To-ként nem az abszolút nulla fokot, hanem az ún. standard hőmérsékletet a 25,0 °C-ot, vagyis a 298,15 K-t választották: 
{\displaystyle H(T_{2})=H_{298,15}^{\mathrm {o} }+\int _{298,15}^{T_{2}}C_{p}(T)\mathrm {d} T}.

## Standard entalpia
Az entalpia abszolút értékének a nem ismerete a gyakorlati életben nem okoz problémát, mert nem a tényleges érték, hanem egy-egy folyamatban az entalpia megváltozásának a nagysága a fontos jellemző. Például ha a földgáz elég, akkor az a fontos adat, hogy mekkora az entalpia különbsége az égési folyamat végén az égési folyamat előtti állapothoz képest. Az energiamegmaradás törvénye értelmében ennyi lehet a maximális energia, ami az égés során felszabadulhat, függetlenül attól, hogy kiinduláskor mekkora volt az entalpia tényleges értéke. 
Az entalpia abszolút értéke nem ismerhető meg, és gyakorlati értéke sem lenne, de a számítások egységesítése céljából célszerűnek látszott a standard állapot és a standard entalpia definiálása. 

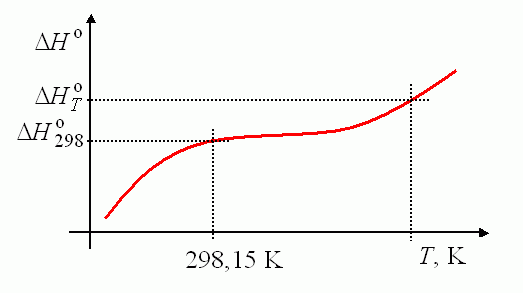
A képződési entalpia hőmérsékletfüggése

Standard hőmérsékletként a 25,0 °C-ot, vagyis a 298,15 K-t, standard nyomásként pedig a 105 Pa-t azaz 1 bar-t választották. A definíció szerint standard körülmények között minden referencia állapotú kémiai elem standard entalpiája (standard képződési entalpiája) nulla: 
{\displaystyle \ H_{298}^{\mathrm {o} }=\Delta H_{298}^{\mathrm {o} }\equiv 0}
A referenciaállapot a standard nyomáson és hőmérsékleten az adott elem legstabilabb állapotú, legalacsonyabb szabad entalpiájú módosulata (pl. a szénnek több módosulata is stabil standard körülmények között, és csak a grafit módosulat standard képződési entalpiája nulla, a gyémánté nem).
Az energiamegmaradás törvénye és a Hess-törvény figyelembe vételével vegyületek standard képződési entalpiája pedig a képződési reakcióegyenlet ismeretében számítható ki, más hőmérsékletre pedig a hőkapacitás hőmérsékletfüggvényének integrálásával számítható – feltételezve, hogy az anyag összenyomhatatlan: 
{\displaystyle \Delta H_{T}^{\mathrm {o} }=\Delta H_{298}^{\mathrm {o} }+\int _{298}^{T}c_{p}(T)\mathrm {d} T}.